# Christian Møller

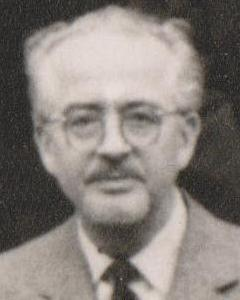
Christian Møller, 1963 in Kopenhagen

Christian Møller (* 22. Dezember 1904 in Hundslev, Alsen; † 14. Januar 1980 in Ordrup bei Kopenhagen) war ein dänischer Physiker.

## Leben
Møller, der auf deutsche und dänische Schulen ging (Alsen gehörte damals zu Deutschland), studierte zunächst Mathematik an der Universität Kopenhagen ab 1923, wechselte aber 1926 zur theoretischen Physik am Institut für theoretische Physik von Niels Bohr. Dort hörte er Vorlesungen von Oskar Klein und Werner Heisenberg. Bei Studienaufenthalten in Hamburg hörte er im Sommer 1926 Vorlesungen über Relativitätstheorie von Wolfgang Pauli und in Berlin 1928 Erwin Schrödinger und Albert Einstein. 1929 erhielt er sein Magister-Diplom (Mag. Scient. Phys.) an der Universität Kopenhagen und war danach am Niels-Bohr-Institut, wo er ab 1931 wissenschaftlicher Assistent war. 1932 wurde er bei Niels Bohr promoviert (Zur Theorie des Durchgangs schneller Elektronen durch Materie) und war danach Dozent an dessen Institut. 1934/35 war er als Rockefeller-Stipendiat in Cambridge und Rom. 1943 wurde er Professor für mathematische Physik an der Universität Kopenhagen. 1954 bis 1957 war er Direktor der Theoriegruppe des im Aufbau befindlichen CERN in Kopenhagen, 1957 bis 1971 Direktor der Nordita in Kopenhagen. 1975 ging er in den Ruhestand.
Ab 1948 war er Mitglied des wissenschaftlichen Komitees des Solvay-Instituts. Von 1959 bis 1972 war er Mitglied des wissenschaftlichen Leitungsgremiums (Scientific Policy Committee) des CERN. 1959 bis 1980 war er Sekretär der Königlich Dänischen Akademie der Wissenschaften. Im Jahr 1972 wurde er zum Mitglied der Leopoldina gewählt.
Møller ist bekannt für Beiträge zur Relativitätstheorie (worüber er ein Lehrbuch schrieb) und zur Quantenchemie, wo er 1934 mit dem US-Amerikaner Milton Plesset die Grundlage für eine nach ihnen benannte störungstheoretische Methode legte. Anfang der 1930er Jahre befasste er sich mit der frühen Formulierung und Anwendung der Quantenelektrodynamik, speziell mit der Abbremsung schneller Elementarteilchen in Materie (wie gleichzeitig auch zum Beispiel Hans Bethe und Enrico Fermi). Nach ihm ist die Møller-Streuung (relativistische Elektron-Elektron-Streuung) benannt. Er befasste sich auch mit Allgemeiner Relativitätstheorie, relativistischer Thermodynamik und theoretischer Kernphysik, wo er in der Feldtheorie der Mesonen unter anderem mit Léon Rosenfeld zusammenarbeitete.
Ab 1946 korrespondierte er mit Wolfgang Pauli über die analytische Theorie der Streumatrix, die kurz zuvor von Werner Heisenberg eingeführt worden war, und 1952 bis zu dessen Tod 1955 mit Pauli über Mesonentheorie.

## Schriften
- mit Ebbe Rasmussen: The World and the Atom. London 1940; 2. Auflage, Allen and Unwin, 1948
- Relativitätstheorie. Bibliographisches Institut, Mannheim 1976
- The Theory of Relativity. Clarendon Press, Oxford, 2. Auflage 1972.
- Herausgeber: Evidence for Gravitational Theories. Proceedings of the International School of Physics Enrico Fermi, Kurs 20 (Juli 1961), Academic Press 1963.
- Atomfysikkens grundlag i elementær fremstilling. Kopenhagen 1964 (Grundlagen und elementare Behandlung der Atomphysik)